# Flauta de cristal
La flauta de cristal es un instrumento musical de viento construido mediante cristal.

## Historia
En 1806 el relojero Claude Laurent (m.1848) ganó una medalla de plata por su flauta de cristal en la Exposición Industrial de París; por primera vez se presentaba un instrumento musical en dicha exhibición. Ese mismo año obtuvo la patente número 236 por la fabricación de flautas de cristal. Era la época de la industrialización europea. Dos fueron las innovaciones aportadas por Laurent; en primer lugar, el uso del cristal como material de construcción en las flautas, ya que hasta entonces se había experimentado con distintos tipos de madera y marfil. La segunda innovación fue el sistema de sujeción de las llaves con pilares sobre placas, el cual sería incorporado más tarde al diseño de todas las flautas transversas y de todos los instrumentos de aliento madera.
Hacia finales del siglo XVIII, la flauta representa el ideal estético del sonido diáfano, de donde surge toda la paleta orquestal del clasicismo. 
El traverso de cuatro llaves era considerado el instrumento idóneo para tocar las obras de Haydn y Mozart. A finales del siglo XVIII y principios del XIX, los flautistas –al igual que los intérpretes de otros instrumentos– mostraban un abierto interés hacia los nuevos mecanismos que se introducían en los instrumentos de aliento. Las flautas francesas de esa época tenían estructura cónica, como todo traverso del siglo XVIII, y se experimentaba con distinto número de llaves. En 1804 el Conservatorio de París estableció como oficial la flauta de cuatro llaves –una flauta clásica por excelencia– como las primeras construidas por Laurent.
A pesar de las múltiples opiniones acerca de la futilidad del material utilizado, Laurent logró una voz prístina y diáfana que no se había escuchado hasta entonces en los instrumentos de madera y marfil. La comisión de especialistas que otorgó la medalla en la Exposición Industrial de 1806 –entre los cuales estaban Gossec, Cherubini, Wunderlich y otros miembros del Conservatorio de París– fue unánime acerca de la estabilidad y temperamento de la flauta de cristal, pues resultaba menos vulnerable a los cambios de temperatura y humedad que afectaban la afinación en las flautas de madera y marfil. Por otro lado, el instrumento de Laurent era más fácil de tocar, su sonido más vívido y el mecanismo de las llaves superaba al de las flautas anteriores. La única desventaja de la flauta de cristal era su peso. 
 

Más allá del lujo que representan los materiales de su construcción, las flautas de Claude Laurent constituyen un instrumento musical único en la historia de la organología ya que después de su inventor apenas otro fluthier, J. D. Breton, discípulo y sucesor de Laurent, se atrevió a construir flautas de este material tan controvertido aún en la actualidad. Para muchos, el método de fabricación de la flauta de cristal sigue siendo un misterio. Varias razones explican la discontinuidad de su uso, empezando por su alto costo y complejidad de fabricación, y terminando por la culminación de la etapa de mecanización del instrumento, con el modelo que presentó Theobald Boehm en 1847 y que se mantiene vigente hasta nuestros días. 
Muy pocos flautistas pudieron adquirir uno de los instrumentos que el relojero francés fabricó. En contraste, la flauta de cristal se convirtió en un símbolo aristocrático asociado al Bonapartismo, pues Napoleón I de Francia, el rey Luis Bonaparte de Holanda, José Bonaparte de España y el Emperador Francisco I de Austria tuvieron flautas de cristal de Claude Laurent. En 1808 el flautista parisino Dubois dio un concierto en Ámsterdam con una flauta de cristal. Más tarde, el joven Louis Drouët, al ingresar como flautista en la corte de Luis Bonaparte, recibió de manos del rey uno de los prestigiados instrumentos; posteriormente, Napoleón lo invitó a París, obsequiándolo con otra flauta. Drouët fue un intérprete precoz y famoso. Uno de los conciertos públicos que ofreció fue el legendario programa en Convent Garden (1816) que incluía obras de Händel, Mozart y otros compositores de la época. En aquella ocasión, John Quincy Adams, presidente de Estados Unidos (1825-9) –él mismo un flautista amateur–, lo escuchó tocar una flauta que, según refirió el propio Adams, superó todo lo que había oído acerca de este instrumento. Por su parte, James Madison, cuarto presidente de los Estados Unidos, obtuvo una flauta de cristal como regalo del propio Laurent.
Es posible encontrar que más de un par de publicaciones contemporáneas se preguntan si en realidad existió semejante instrumento, si dicha flauta (“rítmica y sonora”) fue solamente parte de la imaginación mitológico-ovidiana de Rubén Darío (Azul, “J.J. Palma”) o quizás un equívoco en la nomenclatura mozartiana. Lo cierto es que las flautas de Laurent no sólo existieron, sino que muchas de ellas todavía reposan en silencio en importantes colecciones de instrumentos musicales. El Museo Metropolitano de Arte presenta una flauta transveral.